# Aspidogyne bidentifera
Aspidogyne bidentifera là một loài thực vật có hoa trong họ Lan. Loài này được (Schltr.) Garay mô tả khoa học đầu tiên năm 1977.